# 2024年肯亞財政法案
《2024年肯亞財政法案》是一項提議對肯亞稅收制度進行改革的立法。它於2024年5月首次推出，一直存在爭議，一些條款面臨公眾強烈抗議。該提案引發了肯亞財政法案的抗議和公眾反對。2024年6月25日，議會不顧抗議批准了該法案，同時總統威廉·魯托拒絕在第二天將該法案簽署為法律。

## 目標
擬議的法案旨在籌集3,460億肯亞先令來償還債務並為發展項目提供資金。

## 法案有爭議的部份
反對擬議財務法案的一些論點在於：
- 該法案將允許國家稅務部門肯亞稅務局在沒有法院命令的情況下存取公民的行動和其他金融帳戶；批評者認為這是違憲的，侵犯了隱私權，並可能影響銀行業在該國的滲透。

## 一讀
《2024年財政法案》於5月提出，並於2024年5月13日在議會進行一讀。

## 修正案
在抗議聲中，肯亞政府於2024年6月18日廢除了該法案的部分內容，以滿足憤怒的年輕人。肯亞財政和國家計劃委員會主席庫里亞·基馬尼表示，被取消的增稅提議包括對麵包徵收16%的增值稅，以及對機動車輛、植物油和移動匯款徵稅。

## 二讀
財政法案於2024年6月20日進行二讀，議會成員對擬議法律的總體綱要進行了投票。該法案順利通過二讀，204名議員投票支持該法案，115名議員反對。沒有成員投棄權票。

## 三讀
6月24日，立法者在肯亞議會開會，議會儘管遭到抗議，但仍批准了該財政法案。因此，該法案定於6月27日提交給總統威廉·魯托，供其簽署成為法律。

## 目前狀態
6月26日，威廉·魯托宣布他將撤回該法案，並承認肯亞人民「不想」與該法案有任何關係。